# Józef Czapski (1907–1987)
Józef Czapski (ur. 17 września 1907 w Lublinie, zm. 12 listopada 1987 tamże) – polski polityk, poseł na Sejm PRL I, II, III, IV i V kadencji (1953–1972).

## Życiorys
Syn Jana i Zofii, urodził się w rodzinie rzemieślników. Ukończył Państwowe Seminarium Nauczycielskie, po czym pracował w charakterze urzędnika. W 1940 podjął pracę w Urzędzie Miejskim Lublina, którą kontynuował również po wojnie. W 1945 rozpoczął studia na Katolickim Uniwersytecie Lubelskim. W tym samym roku wstąpił do Stronnictwa Demokratycznego. Sprawował funkcję sekretarza Wojewódzkiego Komitetu SD w Lublinie (1952–1973). Był również zastępcą członka (1954–1958) i członkiem Centralnego Komitetu SD (1958–1973), Centralnej Komisji Rewizyjnej (1973–1976), a także Wojewódzkiej Komisji Rewizyjnej (1976). Zasiadał w Wojewódzkiej Radzie Narodowej w Lublinie.
W 1953 objął mandat posła na Sejm PRL (w miejsce zmarłego Józefa Niećki ze Zjednoczonego Stronnictwa Ludowego). Po raz kolejny składał ślubowanie poselskie w latach 1957, 1961, 1965 i 1969.
Działał społecznie, był członkiem Zarządu Głównego Towarzystwa Przyjaźni Polsko-Radzieckiej oraz prezesem zarządu wojewódzkiego Towarzystwa Szkoły Świeckiej w Lublinie.
Odznaczony m.in. Orderem Sztandaru Pracy II klasy, Krzyżami Kawalerskim i Oficerskim Orderu Odrodzenia Polski, Medalem 10-lecia Polski Ludowej (1954), Srebrnym i Złotym (1955) Krzyżem Zasługi, a także odznakami „Zasłużony dla miasta Lublina” i „Zasłużony dla Województwa Lubelskiego”.
Został pochowany na cmentarzu przy ul. Lipowej.